# Funk Your Head Up
Funk Your Head Up è il secondo album del gruppo musicale hip hop statunitense Ultramagnetic MCs, pubblicato nel 1992. Distribuito da Mercury e PolyGram nei mercati di Stati Uniti ed Europa (arriva in Giappone nel 2007 attraverso Cold Slammin' e sette anni dopo è ripubblicato nel mercato nipponico da Def Jam), l'album produce la hit Poppa Large.
| Recensione | Giudizio |
| ---------- | -------- |
| AllMusic   | [ 1 ]    |
| RapReviews | [ 2 ]    |

## Tracce
1. Introduction to the Funk – 0:20 (musica: DJ Moe Love)
2. Intro – 2:16 (testo: M. Smith, H. Bohannon – musica: DJ Moe Love)
3. MC Champion – 3:27 (testo: C. Miller, T. Randolph, K. Thornton, M. Smith – musica: Ced-Gee, DJ Moe Love (co.), TR Love (co.), Phase 5 (co.))
4. Go 4 Yours – 2:54 (testo: C. Miller, T. Randolph, K. Thornton, M. Smith – musica: TR Love, Ced-Gee (co.))
5. Blast from the Past – 0:42 (testo: C. Miller, T. Randolph, K. Thornton, M. Smith – musica: DJ Moe Love)
6. Funk Radio – 4:08 (testo: T. Randolph, K. Thornton, M. Smith – musica: DJ Moe Love, Kool Keith, TR Love (co.))
7. Message from the Boss – 4:45 (testo: C. Miller, T. Randolph, K. Thornton, M. Smith – musica: Ced-Gee, TR Love (co.))
8. Pluckin' Cards – 5:00 (testo: W. Patterson, T. Randolph, K. Thornton, M. Smith – musica: Kool Keith, DJ Moe Love (co.))
9. Intermission (feat. Dr. Jam) – 0:31 (musica: Kool Keith, The Brothers Of Funk, Dr. Jam)
10. Stop Jockin Me – 4:49 (testo: C. McIntosh, W. Patterson, C. Miller, P. Miller, T. Randolph, K. Thornton, M. Smith – musica: TR Love, Dinky B (co.))
11. Dolly and the Rat Trap – 1:49 (testo: T. Randolph, K. Thornton – musica: Kool Keith)
12. The Old School (feat. The Cold Crush Brothers) – 0:16 (testo: K. Thornton – musica: TR Love, DJ Moe Love (co.))
13. Bust the Facts – 4:52 (testo: T. Randolph, K. Thornton – musica: Kool Keith)
14. Murder and Homicide – 0:21 (testo: K. Thornton – musica: Kool Keith)
15. You Ain't Real – 4:18 (testo: W. Patterson, C. Miller, T. Randolph, K. Thornton, M. Smith – musica: TR Love, DJ Moe Love (co.))
16. Make it Happen – 4:30 (testo: T. Blair, J. Brown, C. Miller, T. Randolph, K. Thornton, M. Smith, F. Wesley, W. Patterson, C. Bobbit – musica: Ced-Gee, DJ Moe Love (co.), TR Love (co.), Phase 5 (co.))
17. I Like Your Style – 3:45 (testo: C. Lewis, C. Miller, T. Randolph, K. Thornton, M. Smith, M. Wiley – musica: Charlie Beats, Ced-Gee (co.))
18. Bi-Lingual Teaching – 0:05 (testo: K. Thornton – musica: DJ Moe Love, Kool Keith)
19. Poppa Large – 4:17 (testo: C. Miller, K. Thornton – musica: Ced-Gee, Kool Keith, Phase 5 (co.))
20. Moe Love on the 1 and 2 – 3:37 (testo: M. Smith – musica: DJ Moe Love)
21. Porno Star (feat. Tim Dog) – 7:00 (testo: T. Blair, C. Miller, W. Patterson, T. Randolph, K. Thornton, M. Smith – musica: DJ Moe Love, Kool Keith, TR Love (co.))
22. The P.M.R.C. ID – 0:20 (musica: DJ Moe Love)
23. Chorus Line Pt. 2 (feat. Tim Dog) – 5:46 (testo: C. Adams, R. Bell, R. Bell, T. Blair, R. Mickens, C. Miller, T. Randolph, D. Thomas, K. Thornton, M. Smith – musica: Ced-Gee, DJ Moe Love (co.), Kool Keith (co.), TR Love (co.))

Durata totale: 69:48